# Mazzola (Alta Córsega)
Mazzola é uma comuna francesa na região administrativa de Córsega, no departamento da Alta Córsega. Estende-se por uma área de 6,59 km². 